# فیرفیلد (واشینگتن)
فیرفیلد، واشینگتن (به انگلیسی: Fairfield, Washington) یک شهر در ایالات متحده آمریکا است که در شهرستان اسپوکن، واشینگتن واقع شده‌است.

## خصوصیات
فیرفیلد ۱٫۶۱ کیلومترمربع مساحت و ۶۱۲ نفر جمعیت دارد و ۷۸۷ متر بالاتر از سطح دریا واقع شده‌است.